# هايدكي أساي
هايدكي أساي (باليابانية: 朝井秀樹؛ بالكانا: あさい ひでき) هو لاعب كرة قاعدة ياباني، ولد في 1984 في أوساكا في اليابان.

## روابط خارجية
- هايدكي أساي على موقع الدوري الياباني لكرة القاعدة (الإنجليزية)